# Jana Kübel
Jana Kübel (* 2. März 1987 in Neuss) ist eine deutsche Fernsehmoderatorin. Seit 2018 ist sie eine der Moderatorinnen der Landesschau.

## Leben
Kübel studierte von 2005 bis 2012 Politikwissenschaft an der Universität Wien. Nach ihrem Studienabschluss wurde sie 2012 mit der von Hans-Georg Heinrich betreuten Arbeit Neue, alte Feinde? Islamophobie und Antisemitismus im Vergleich zur Dr. phil. promoviert. Nach Praktika unter anderem beim ORF, beim ZDF und bei n-tv trat Kübel 2011 eine Beschäftigung als Volontärin beim SWR an. Ab 2014 arbeitete sie fest als Reporterin und Autorin für die Politiksendung Zur Sache Baden-Württemberg! Später war sie als Moderatorin von Marktcheck und SWR Aktuell Baden-Württemberg tätig. Seit September 2018 ist Kübel im Wechsel mit anderen Moderatoren eine der Moderatorinnen der Landesschau.